# Вест-Нью-Йорк (Нью-Джерсі)
Вест-Нью-Йорк (англ. West New York) — місто (англ. town) в США, в окрузі Гудзон штату Нью-Джерсі. Населення — 52 912 особи (2020).

## Географія
Вест-Нью-Йорк розташований за координатами 40°47′10″ пн. ш. 74°0′34″ зх. д. / 40.78611° пн. ш. 74.00944° зх. д. (40.786032, -74.009507).  За даними Бюро перепису населення США в 2010 році місто мало площу 3,44 км², з яких 2,61 км² — суходіл та 0,84 км² — водойми.

## Демографія
Згідно з переписом 2010 року, у місті мешкало 49 708 осіб у 18 852 домогосподарствах у складі 11 784 родин. Було 20018 помешкань
Расовий склад населення:
| - 62,0 % — білих - 6,0 % — азіатів - 4,6 % — чорних або афроамериканців - 1,5 % — корінних американців - 20,2 % — осіб інших рас |

До двох чи більше рас належало 5,6 %. Частка іспаномовних становила 78,1 % від усіх жителів.
За віковим діапазоном населення розподілялося таким чином: 21,0 % — особи молодші 18 років, 67,1 % — особи у віці 18—64 років, 11,9 % — особи у віці 65 років та старші. Медіана віку мешканця становила 34,8 року. На 100 осіб жіночої статі у місті припадало 98,4 чоловіків;  на 100 жінок у віці від 18 років та старших — 96,8 чоловіків також старших 18 років.
Середній дохід на одне домашнє господарство  становив 66 341 долар США (медіана — 45 370), а середній дохід на одну сім'ю — 67 639 доларів (медіана — 46 659). Медіана доходів становила 35 471 долар для чоловіків та 33 065 доларів для жінок. За межею бідності перебувало 22,1 % осіб, у тому числі 33,9 % дітей у віці до 18 років та 24,7 % осіб у віці 65 років та старших.
Цивільне працевлаштоване населення становило 26 597 осіб. Основні галузі зайнятості: освіта, охорона здоров'я та соціальна допомога — 16,2 %, науковці, спеціалісти, менеджери — 13,2 %, роздрібна торгівля — 13,0 %.